# TKIP
A Temporal Key Integrity Protocol (röviden: TKIP = Időszakos Kulcs Sérthetetlenségi Protokoll) egy biztonsági protokoll amit az IEEE 802.11 vezeték nélküli hálózatokról szóló szabvány tárgyal.

## Háttér
A TKIP az IEEE 802.11i szabvány csoport és a Wi-Fi Alliance (= Wi-Fi Szövetség) által tervezett egyik lehetőség, a WEP kiváltására, a már meglévő fizikai eszköz lecserélésének szükségessége nélkül. Mivel a WEP feltörése hálózatokat hagyott hátra életképes "link layer" biztonság nélkül, ezért olyan megoldás kellett, ami a kiépített hálózatokban már meglévő hardveren tud működni.
2002. október 31-én a Wi-Fi Szövetség jóváhagyta a TKIP-t a Wi-Fi Protected Access (WPA) név alatt. Az IEEE pedig jóváhagyta a TKIP végleges verzióját, további robusztus megoldásokkal, ami a 802.1X szabványban van meghatározva és az AES használata CCMP alapon, amikor az IEEE 802.11i-2004 szabványt publikálták 2004. július 23-án. A Wi-Fi Szövetség nem sokkal később adoptálta az egész specifikációt a WPA2 marketing név alatt.
A TKIP-t nem fejlesztették tovább és a 802.11 szabvány következő teljes kiadásában hatálytalanítva lett.

## Technikai részletek
A TKIP és a kapcsolódó WPA szabvány három új biztonsági tulajdonságot valósít meg, amelyek a WEP védelmű hálózatokból hiányoznak. Először is a TKIP egy kulcs összekeverést valósít meg, ami a titkos gyökér kulcsot az "inicializáló vektor"-ral keveri, mielőtt eljuttatja az RC4 inicializáláshoz. Összehasonlításként: a WEP csak összefűzte az inicializáció vektort a gyökér kulccsal és továbbította ezt az értéket az RC4 rutinnak. Ez megengedte a túlnyomórészt többségben lévő RC4 alapú, WEP "kapcsolódó kulcs támadásokat". Másodszor a WPA végrehajt egy fokozatos számlálást az ismétlődő támadások kivédésére. A csomagokat, amiket üzemen kívül kapott, el fogja utasítani az access point (= hozzáférési pont). Végül, a TKIP végrehajt egy 64 bites üzenet sértetlenségi vizsgálatot, amit MICHAEL-nek hívnak.
Hogy képes legyen futni a meglévő WEP hardverén kisebb frissítéssel, a TKIP az RC4-et használja titkosításnak. A TKIP rendelkezik egy "újrakulcsoló" mechanizmussal. A TKIP biztosítja, hogy minden adat csomag egy egyedülálló titkosító kulccsal legyen elküldve.
A kulcsok keverése növeli azok dekódolásának bonyolultságát, ami egy támadónak lényegesen kevesebb adatot enged visszafejteni csak egy kulcs használatával. A WPA is végrehajtja a MICHAEL üzenet sértetlenségi kódolást. Az üzenet sértetlenségének vizsgálata megakadályozza a hamisított csomagok elfogadását. A WEP alatt lehetséges megváltoztatni egy csomagot, aminek a tartalma ismert még akkor is, ha az nem lett visszafejtve.

## Adatbiztonság
A TKIP egy "keystream = kulcsfolyam" visszaállító támadás által sebezhető. Ha eredményesen végre tudják hajtani, megengedi a támadónak, hogy átküldjön tetszőleges 7-15 csomagot a hálózaton. Az aktuális, nyilvánosan elérhető TKIP-specifikus támadások nem fedik fel a "Pairwise Master Key = Páros Mester Kulcsot" vagy a "Pairwise Temporal Keys = Páros időszakos Kulcsokat". 2008. november 8-án, Martin Beck és Erik Tews kiadtak egy leírást, amiben ezt a támadási módszert részletezik.
A támadás egy kiterjesztése a WEP-es "chop-chop" támadásnak. Mivel a WEP egy kriptográfiailag bizonytalan ellenőrzőszám mechanizmust (CRC32) használ, a támadó meg tudja becsülni a csomag egyes bájtjait és a vezeték nélküli hozzáférési pont vagy hitelesíteni fogja, vagy vissza fogja utasítani, akár korrektek a megbecsült bájtok, akár nem. Ha a becslés korrekt, a támadó képes lesz felismerni, hogy jók lettek a kitalált bájtok és folytatja a találgatást a csomag más bájtjaival. Mindazonáltal az eltérés a WEP-es hálózat elleni "chop-chop" támadáshoz képest az, hogy a támadónak legalább 60 másodpercet kell várnia egy helyes bájt kitalálás után (ez egy eredményes kijátszása a CRC32 mechanizmusnak), mielőtt folytatja a támadást. Ez azért van, mert bár a TKIP folytatja a CRC32 checksum (= ellenőrzőszám) mechanizmus használatát, de végrehajt még egy MICHAEL nevű (lásd feljebb), kiegészítő MIC kódolást is. Ha két helytelen MICHAEL MIC kódot fogadott 60 másodpercen belül, a csatlakozási pont ellen tevékenységet hajt végre, ami azt jelenti, hogy újra kulcsolja a TKIP szakasz kulcsot, így megváltoznak a jövőbeli kulcsfolyamok is. Következésképpen a Beck-Tews TKIP támadás vár valamennyi időt, ezen ellen tevékenység elkerülése végett. Mivel az ARP csomagok könnyen felismerhetőek a méretük miatt, és ezen csomagok tartalmának túlnyomó része volna ismert a támadó számára, azoknak a bájtoknak a száma meglehetősen kicsi (hozzávetőlegesen 14 bájt), amelyeket ki kell találnia a fenti módszerrel. Egy általános hálózatban 12 bájtot lehetséges visszafejteni körülbelül 12 perc alatt a Beck-Tews becsléssel.
Egy támadó már hozzáfér a teljes rejtjelezett csomaghoz. Néhány csomag egész síkszövegének visszakeresésével a támadó hozzáfér a csomag kulcsfolyamához, valamint a szakasz MIC kódjához. Ezt az információt használva a támadó létre tud hozni egy új csomagot és át tudja küldeni a hálózaton. Hogy megkerülje a WPA által végrehajtott újabb védelmet, a Beck-Tews támadás a QoS csatornákat használja, hogy átküldje ezeket az újonnan készített csomagokat. A támadó képes átküldeni ezeket a csomagokat, megvalósíthat akármennyi támadást, beleértve az "ARP poisoning" (= ARP mérgezés) támadásokat, szolgáltatás megtagadását és más hasonló támadást.

## Fordítás
Ez a szócikk részben vagy egészben  a   Temporal Key Integrity Protocol című angol Wikipédia-szócikk fordításán alapul.  Az eredeti cikk szerkesztőit annak laptörténete sorolja fel. Ez a jelzés csupán a megfogalmazás eredetét és a szerzői jogokat jelzi, nem szolgál a cikkben szereplő információk forrásmegjelöléseként.